# Stefanie Rabatsch
Stefanie Maria Beata Rabatsch, geborene Isak (* 26. Dezember 1887 in Niemes, Böhmen, Österreich-Ungarn; † 22. Dezember 1975), in der Literatur oft nur als „Stefanie“ bezeichnet, war eine Österreicherin, die zu Beginn des 20. Jahrhunderts der Jugendschwarm Adolf Hitlers war. Die Geneigtheit blieb einseitig. Hitler nahm zu keiner Zeit persönlichen Kontakt zu Stefanie Isak auf. Sie wusste bis in die 1950er-Jahre hinein nicht, dass sie das Interesse Adolf Hitlers geweckt hatte. Sein Umgang mit ihr wurde und wird in wissenschaftlichen Abhandlungen vielfach zum Anlass für Betrachtungen über Hitlers Persönlichkeit im Allgemeinen und über sein Verhältnis zu Frauen im Besonderen genommen.

## Biografie
Stefanie Isak wurde 1887 in Böhmen geboren. Ihr Vater Emil Isak war k.k. Landesgerichtsrat, ihre Mutter war Amalia Isak geb. Schlegl. Sie hatte einen älteren Bruder, der zu Beginn des 20. Jahrhunderts die Rechte studierte. Die Ähnlichkeit ihres Nachnamens mit dem hebräischen Vornamen Isaak gab zu Spekulationen Anlass, sie entstamme einer jüdischen Familie. Das trifft jedoch nicht zu.
Zu Beginn des 20. Jahrhunderts lebte die Familie Isak in der seinerzeit noch selbstständigen oberösterreichischen Gemeinde Urfahr im unmittelbaren Umfeld der Stadt Linz. Stefanie Isak legte 1904 die Matura ab, erhielt in den folgenden Jahren eine Ausbildung an Höheren Mädchenschulen in München und Genf und lebte mindestens seit November 1906 wieder bei ihrer Mutter in Urfahr.
1908 verlobte sich Stefanie Isak mit Maximilian Rabatsch, einem am 24. November 1872 in Wien geborenen Hauptmann des in Linz stationierten Hessenregiments, den sie am 24. Oktober 1910 in Wien-Währing heiratete. Ihr Mann starb am 15. Juli 1942 in Wien als Oberst. Nach Kriegsende lebte sie in Wien. Sie wurde am 9. Januar 1976 in Wien am Kalksburger Friedhof bei ihrem Mann bestattet.

## Hitler in Linz
Der 1889 geborene Adolf Hitler lebte bis zum Sommer 1904 mit seiner Mutter im elterlichen Haus in Leonding, nach dessen Verkauf die Familie eine Wohnung in Linz bezog. Hitler besuchte seit September 1904 für etwa ein Jahr die Staatsrealschule in Steyr und wohnte dort bei einer Familie zur Untermiete. Nach dem Schulabbruch im Herbst 1905 zog er, 16-jährig, in die Linzer Wohnung seiner Mutter ein und nahm zwei Jahre lang keine weitere Ausbildung oder Tätigkeit auf. Hitler verbrachte ab 1905 einen Großteil seiner Zeit mit dem etwa ein Jahr älteren Tapeziererlehrling August Kubizek, der sein einziger Freund war. Erst 1907 bewarb sich Hitler um eine Ausbildung an der Akademie der bildenden Künste Wien, die im Oktober des gleichen Jahres abgelehnt wurde; wenig später starb seine Mutter.
In diese Jahre fällt Hitlers Affektion zu Stefanie Isak.

### Die Geschichte nach Kubizek

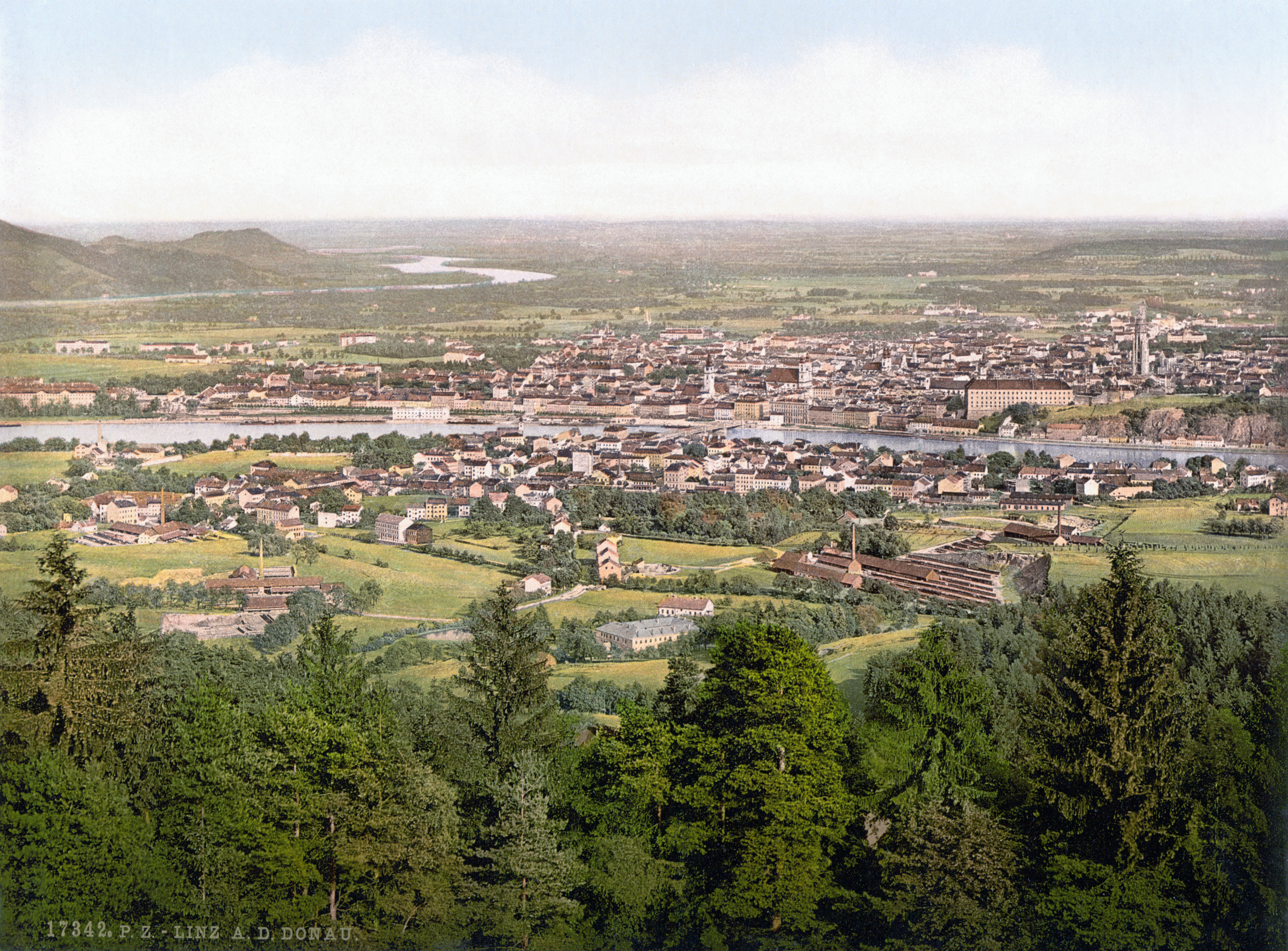
Linz (ca. 1900)

## Stefanie Isak und Adolf Hitler